# María Silva
Maria Silva (Palencia, 16 agosto 1941 – Madrid, 17 marzo 2023) è stata un'attrice e cover girl spagnola.
Apparsa su un numero di Playboy in spagnolo, ha partecipato a diversi film del genere spaghetti western al film di Lucio Fulci 002 Operazione Luna.

## Filmografia parziale
- Gli ultimi giorni di Pompei, regia di Mario Bonnard (1959)
- L'ultimo attacco, regia di Pedro Lazaga (1960)
- Il mio amore è scritto sul vento, regia di Luis César Amadori (1961)
- Il diabolico dottor Satana (Gritos en la noche / L'horrible dr. Orlof), regia di Jesús Franco (1962)
- Due contro tutti, regia di Alberto De Martino e Antonio Momplet (1962)
- Cristo negro, regia di Ramón Torrado (1963)
- I promessi sposi, regia di Mario Maffei (1964)
- 002 Operazione Luna, regia di Lucio Fulci (1965)
- Se sparo... ti uccido, regia di Ramón Torrado (1965)
- I due parà, regia di Lucio Fulci (1965)
- Dio non paga il sabato, regia di Tanio Boccia (1967)
- Io non perdono... uccido, regia di Joaquín Luis Romero Marchent (1968)
- Commando di spie, regia di José Luis Merino (1970)
- Il delitto della signora Reynolds (Presagio), regia di Miguel Iglesias (1970)
- Lo irritarono... e Sartana fece piazza pulita (Un par de asesinos), regia di Rafael Romero Marchent (1971)
- Le tombe dei resuscitati ciechi, regia di Amando de Ossorio (1971)
- Qualcuno ha visto uccidere..., regia di Rafael Romero Marchent (1974)
- Super sexy vamp, regia di León Klimovsky (1974)
- El lobo negro, regia di Rafael Romero Marchent (1981)
- Caminos de tiza, regia di José Luis Pérez Tristán (1988)

## Doppiatrici italiane
- Flaminia Jandolo in 002 - Operazione Luna
- Maria Pia Di Meo ne I due parà
- Rita Savagnone in Lo irritarono... e Sartana fece piazza pulita